# Masters of Chant in Santiago de Compostela
Masters of Chant in Santiago de Compostela es un DVD que la banda Gregorian lanzó en Alemania y otros países en 2001.

## Lista de vídeos
| N.º | Título                                       | Duración |  |
| 1.  | «I Still Haven't Found What I'm Looking For» |          |  |
| 2.  | «Brothers In Arms»                           |          |  |
| 3.  | «Tears In Heaven»                            |          |  |
| 4.  | «Losing My Religion»                         |          |  |
| 5.  | «When A Man Loves A Woman»                   |          |  |
| 6.  | «Still I'm Sad»                              |          |  |
| 7.  | «Vienna»                                     |          |  |
| 8.  | «Nothing Else Matters»                       |          |  |
| 9.  | «The Sound Of Silence»                       |          |  |
| 10. | «Sebastian»                                  |          |  |

| Extras |               |          |  |
| N.º    | Título        | Duración |  |
| 13.    | «Entrevistas» |          |  |
| 14.    | «Biografías»  |          |  |
| 15.    | «Fotogalería» |          |  |